# Arthur K. Doolittle Award
Der Arthur K. Doolittle Award ist eine Auszeichnung der American Chemical Society (ACS) auf dem Gebiet der Polymerchemie. Der Preis wurde von Union Carbide gestiftet, ist mit 1000 US-Dollar dotiert, wird von der Division of Polymeric Materials: Science and Engineering (PMSE) vergeben. Die Auszeichnung ist nach Arthur K. Doolittle († 1982) benannt, einem Chemie-Ingenieur bei Union Carbide und Dozent an der Princeton University. Die Erlöse aus dem Verkauf seines 1000-seitigen Lehrbuchs Technology of Solvents and Plasticizers bildeten den Grundstock der Preisstiftung.

## Preisträger
- 1981 W. H. Ray und F. J. Schork (University of Wisconsin), On-Line Monitoring of Emulsion Polymerization Reactor Dynamics.
- 1982 A. G. MacDiarmid, P. J. Nigrey, D. F. Macinnes, Jr., D. P. Nairns und A. J. Heeger (University of Pennsylvania), Electrochemistry of Polyacetylene (CH): Lightweight Rechargeable Batteries Using (CH) as the Cathode-Active Material.
- 1983 W. J. Hall, R. L. Kruse, R. A. Mendelson und Q. A. Trementozzi (Monsanto Company), New Styrene-Maleic Anhydride Terpolymer Blends.
- 1984 T. Inabe, J. F. Lomax, J. W. Lyding, C. R. Kannewurf und T. J. Marks (Northwestern University), Metal-Like Metallomacrocyclic Polymers: Chemical, Physical and Processing Studies.
- 1985 J. T. Koberstein (Princeton University) und T. P. Russell (IBM Research Laboratories), Simultaneous Synchrotron X-ray Scattering and Differential Scanning Calorimeter Characterization of Polymers.
- 1986 J. M. J. Fréchet, F. M. Houlihan (University of Ottawa) und C. G. Willson (IBM Research Laboratories), Poly-carbonates Derived from o-Nitro-benzyl Glicidyl Ether: Synthesis and Radiation Sensitivity.
- 1987 Ioannis V. Yannas, E. Lee, A. Ferdman, D. P. Orgill, E. M. Skrabut (Massachusetts Institute of Technology) und G. F. Murphy (Brigham Young Women’s Hospital), De Novo Synthesis of Skin.
- 1988 M. G. Allen und S. D. Senturia (Massachusetts Institute of Technology), Measurement of Polyimide Interlayer Adhesion Using Macrofabricated Structures.
- 1989 H. Ito (IBM Research Division), M. Ueda und M. Ebina (Yamagata University), A Copolymer Approach to the Design of Sensitive Deep UV Resist Systems with High Thermal Stability and Dry Etch Resistance.
- 1989 J. L. West, J. W. Doane, Z. Domingo (Kent State University) und P. Ukleja (Southeastern Massachusetts University), Electro-Optics of Polymer Dispersed Liquid Crystals: Infrared Applications.
- 1990 G. D. Friends und J. F. Kunzler (Bausch and Lomb, Inc.), Hydrogels Based Upon N-Vinyl Pyrrolidone and 4-t-Butyl-2-Hydroxycyclohexylmethacrylate.
- 1990 J-S. Kim und V. C. Yang (The University of Michigan), Biopolymer Couples with Heparin-Antidote for In Vivo Heparin Removal.
- 1991 J. L. Koenig (Case Western Reserve University), Recent Advances in FT-IR of Polymers.
- 1991 M. R. Schure (Rohm & Haas Company), Optimization of Channel Dimensions Used in Sedimentation Field-Flow Fractionation through Computer Simulation.
- 1992 W. Volksen, M. I. Sanchez, J. W. Labadie (IBM Almaden Research Center) und T. Pascal (CNRS, France), Base-Catalyzed Cyclization of ortho-Aromatic Amide Alkyl Esters: A Novel Approach to Chemical Imidization.
- 1992 Y. C. Chung und N. Leventis (Molecular Displays, Inc.), Preparation and Characterization of a New Viologen Polymer/Redox Conductive Oxide Layered Material.
- 1993 M. K. Georges, R. P. N. Veregin, P. M. Kazmaier und G. K. Hamer (Xerox Corporation), Narrow Molecular Weight Resin by Free Radical Process.
- 1994 J. E. G. Lipson (Dartmouth College), Born-Green-Yvon Integral Equation Treatment of Fluids and their Mixtures.
- 1995 J. F. G. A. Jansen und E. W. Meijer (Eindhoven University of Technology), E. M. M. de Brabander-van den Berg (DSM Research, The Netherlands), The Dendritic Box and Bengal Rose.
- 1996 J. J. Watkins und T. J. McCarthy (University of Massachusetts-Amherst), Chemistry in Supercritical Carbon Dioxide-Swollen Polymers.
- 1997 C. J. Hawker, E. E. Malmstrom (IBM), C. W. Frank, J. P. Kampf (Stanford University), C. Mio und J. Prausnitz (University of California – Berkeley), Dendritic Macro-molecules: Hype or Unique Materials.
- 1998 J. G. Curro und J. D. Weinhold (Sandia National Laboratories), Application of Integral Equation Theory to Polyolefin Liquids and Blends.
- 1998 T. P. Lodge, K. J. Hanley, C. Huang und C. Y. Ryu (University of Minnesota), Order-Order and Order-Disorder Transitions in Block Solutions and Melts.
- 1999 G. W. Coates, M. Cheng und E. B. Lobkovsky (Cornell University), New High Activity Zinc-Based Catalysis for Polycarbonate Synthesis.
- 1999 J. Aizenberg, A. J. Black und G. M. Whitesides (Lucent Technologies, Bell Laboratories), Engineering the Micro-environment of Crystals Nucleation and Growth Using Micropatterned Polymers.
- 2000 M. Bognitzki, H. Hou, M. Ishaque, T. Frese, M. Hellwig, C. Schwarte, A. Schaper, J. Wendorff und A. Greiner (University of Mainz, Germany), Polymer Metal and Hybrid-Nano- and Mesotubes by Coating of Degradable Polymer Template Fibers (Tuft Process).
- 2000 James E. Pickett (General Electric), Kinetics of Polycarbonate Photoyellowing: An Initiation/Spreading Model.
- 2001 Mitsuo Sawamoto und Masami Kamigaito (Kyoto University), Precision Synthesis of Functionalized Polymers by Metal-Catalyzed Living Radical Polymerization.
- 2001 F. Grassia, M. G. Bascheyyi, F. Doghieri, G. C. Sarti (Universita Degli Studi di Bologna), Predictive Calculation of the Solubility of Gases and Vapors in Glassy Polymer Blends.
- 2002 Luigi Resconi, Simona Guidotti, Isabella Camurati, Ilya E. Nifant'ev und Ilya Laishevtsev (Basell Polyolefins, Italy & Moscow State University, Russia), New Catalysts Design for the Simultaneous Control over Polypropylene Molecular Mass and Stereoregularity.
- 2003 R. C. Advincula, M-K. Park (University of Houston), S. Pispas, N. Hadjichristidis (University of Athens-Greece) und J. Mays (University of Tennessee), Adsorption Phenomena of Polyelectrolytes, Amphiphilic Block and Star Copolymers on Surfaces as Investigated by the Quartz Crystal Microbalance Method.
- 2003 T. M. Reineke und Y. Liu, (University of Cincinnati), Synthesis and Characterization of Polyhydroxyamides for DNA Delivery.
- 2004 J. R. Heath, D. Steuerman, Y, Luo (Cal Tech), H. Tseng, S. Vignon und J. F. Stoddart (UCLA), Molecular Mechanics and Molecular Electronics
- 2005 Paul F. Nealey (University of Wisconsin), Directed Assembly of Imaging Materials for Nanolithography.
- 2005 L. A. Gugliotti, D. L. Feldheim und B. E. Eaton (North Carolina State University), RNA-Mediated Metal-Metal Bond Formation in the Synthesis of Palladium Nanoparticles
- 2006 K. Breitenkamp und T. Emrick (University of Massachusetts, Amherst), Polymer Capsules Prepared by Photo-Induced Crosslinking of Aryl Azide Functionalized Amphiphilic Graft Copolymers at the Oil-Water Interface.
- 2006 K. Kamata (JST-CREST, Japan) und T. Lyoda (Tokyo Institute of Technology, Japan) Nanotemplating Process of Phase-Segregated Structure in Amphiphilic Diblock Copolymer.
- 2007 H. Klok, S. Tugulu, A. Arnold, I. Sielaff, K. Johnsson, P. Silacci und N. Stergiopulos, (Ecole Polytechnique Federale de Lausanne, Switzerland), Studying protein function and controlling cell adhesion with polymer brushes.
- 2007 M. Hillmyer, L. Chen, A. Meuler, D. Olson und F. Bates (University of Minnesota), Mechanically robust nanoporous plastics from multicomponent block copolymers
- 2008 L. Hutchings, A. P. Namainen, N. Clarke, R. L. Thompson und I. A. Insari (Durham University, UK), Modifying and repairing polymer surfaces with well defined multi end-functionalized polymers.
- 2008 J. Long, A. Fischer, T. McEvoy, M. Bourg, J. Lytle und D. Rolison (Naval Research Laboratory), Self-limiting electro polymerization en route to ultrathin conformal polymer coatings for energy storage applications.
- 2009 S. Brandstetter, L. Drummy, (UES Inc., Ohio), M. Tchoul, S. Fillery, J. Horwath, D. Schweickart, M. Durstock und Richard A. Vaia, (Air Force Research Laboratory, Wright Patterson AF), Dielectric Strength and Corona Endurance of Polymers and Nanocomposites with In-Plane Lamellar Nano-Structure
- 2009 F. M. Winnik, E. Hutter, (University of Montreal); S. Boridy, D. Maysinger (McGill University) und S. Labrecque (Université Laval Robert-Giffard, Quebec) Imaging of Gold Nanourchins, Nanospheres, and Nanorods in Glia and Neurons
- 2010 G. Kane Jennings (Vanderbilt University), Superhydrobic barrier films by surface-initiated polymerization
- 2010 M. Calderon (Institute for Chemistry & Biochemistry), P. Welker (mivenion), K. Licha (mivenion), I. Fichtner (Max-Delbruck), R. Graeser (Tumor Biology Center & Proqinase GmbH), F. Kratz (Tumor Biology Center & Proqinase GmbH), R. Haag (Institute for Chemistry & Biochemistry), Acid Cleavable Multifunctional Prodrugs Derived from Dendritic Polyglycerol
- 2011 Ting Xu (University of California – Berkeley), Andrew Presley (University of California – Berkeley) und Joseph Chang (University of California – Berkeley), Nanostructured Block Copolymer Thin Films Containing Enzymatically Active Heme Proteins.
- 2011 Xuelian Zhu, Rong Dong, Gaoxiang Wu, Shu Yang, (University of Pennsylvania), Understanding pattern transformation mechanisms in different responsive hydrogel membranes.
- 2012 Takuzo Aida (University of Tokyo), Tailoring Nanoscale Coaxial/linear Semiconducting Heterojunctions by Controlled Assembly of Molecular Graphenes.
- 2012 Michael S. Arnold, Dominick J. Bindl, Matthew J. Shea, Meng-Yin Wu (University of Wisconsin-Madison), Harvesting Light Using Semiconducting Carbon Nanotubes as Next-Generation Polymer-Photoabsorbers.
- 2013 Mark Hersam (Northwestern University), Opportunities and Challenges for Functionalized Carbon Nnomaterials in Device Applications.
- 2013 Greg Gossweiler, Qiming Wang, Xuanhe Zhao, Stephen L. Craig (Duke University), Mechanochemical Devices
- 2014 Fei Huang (South China University of Technology), Development of New Polymer Donor and Interfacial Materials for the Interface Engineering of High Performance Polymer Solar Cells.
- 2014 Andrew Cooper (University of Liverpool), Swellable, Water-Tolerant Polymer Sponges for Carbon Dioxide Caputure.
- 2015 Jillian Buriak (University of Alberta), Challenges Facing Directed Assembly of Block Copolymers:  Nanopatterning at the sub-10nm Scale.
- 2015 Kyoko Nozaki (University of Tokyo), Coordination Copolymerization of Olefins with Polar Monomers Catalyzed Pd Complexes of Unsymmetrical Bidentate Ligands.
- 2016 Ulrich B. Wiesner (Cornell University), Block copolymer-directed hybrid materials: Experiments, theory, and applications.
- 2016 William R. Dichtel (Northwestern University), Porous Cyclodextrin Polymers for the Rapid Removal of Organic Pollutants from Water.
- 2017 Brett Fors (Cornell University), Shaping the future of polymer molecular weight distributions.
- 2017 David Kaplan (Tufts University). Design of protein systems for materials functions.
- 2018 April M. Kloxin (University of Delaware). Utilizing light-mediated chemistries for the modulation of biomaterial properties.
- 2018 Nathaniel Lynd (University of Texas at Austin). Mono(µ-oxo)-dialuminum (MOD) initiated polymerization of epoxides to new functional materials.
- 2019 Jian Qin (Stanford University), Competition of solvation and entropic effects in ion-containing block polymers.
- 2019 Julia Kalow (Northwestern University), Reversibly photocontrolled stress-relaxing networks
- 2020 Enrique Gomez (Penn State University), Fundamental properties of conjugated polymers from the chemical structure
- 2021 Evan Lloyd (Duke University), Rapid, energy-efficient synthesis and recycling of degradable thermosets
- 2021 Jodie Lutkenhaus (Texas A&M University), Layer-by-layer assembly of 2-dimensional MXene nanosheets for applications in sensing and energy storage
- 2022 Will Gutenkunst (Georgia Institute of Technology), Merging alkynes with cyclic enol ethers for alternating metathesis polymerization
- 2022 Shana Olwyn Kelley (Northwestern University), Building Biomolecular Sensing Conjugates for a New Era of Physiological Monitoring
- 2023 Danielle Mai (Stanford University), Gelation Dynamics During Photocrosslinking of Polymer Nanocomposite Hydrogels
- 2024 Tae-Lim Choi (ETH Zürich), Universal Suzuki Catalyst-transfer Polymerization for Precision Synthesis of Donor/Acceptor Conjugated Polymers, Wenhui Niu (Max-Planck-Institut für Mikrostrukturphysik), Topological Engineering of Graphene Nanoribbons for Next-Generation Electronics
- 2025 Adrianne M. Rosales (University of Texas at Austin), Building hierarchical structure into hydrogels for engineered extracellular matrices